# Хабарова, Наталья Владиславовна
Наталья Владиславовна Хабарова (Галахова) (род. 5 октября 1968, Москва, СССР) — российская баскетболистка, выступавшая в амплуа форварда. Четырёхкратная чемпионка России, мастер спорта международного класса.

## Биография
Наталья Галахова воспитанница московского СДЮШОР №49 «Тринта» имени Ю.Я. Равинского. В 1985 году выступала за кадетскую сборную СССР на чемпионате Европы в Югославии, где завоевала золотые медали.
В клубной карьере особые успехи связаны с выступлением за московское «Динамо»: 4 победных титула первенства России, две серебряные и три бронзовые медали чемпионата России. В 2002 году завершила карьеру игрока, в настоящее время работает тренером в фитнес-центре.

## Достижения
- Чемпион Европы среди кадеток: 1985
- Чемпион России: 1998, 1999, 2000, 2001
- Серебряный призёр чемпионата России: 1996, 2005
- Бронзовый призёр чемпионата России: 1995, 1997, 2002